# New Deer
New Deer är en ort i Storbritannien.   Den ligger i kommunen Aberdeenshire och riksdelen Skottland, i den norra delen av landet, 700 km norr om huvudstaden London. New Deer ligger 126 meter över havet och antalet invånare är 559.
Terrängen runt New Deer är platt. Runt New Deer är det ganska glesbefolkat, med 34 invånare per kvadratkilometer. Närmaste större samhälle är Ellon, 18,2 km söder om New Deer. Trakten runt New Deer består i huvudsak av gräsmarker.